# Hauptstrasse 3
Die Hauptstrasse 3 ist eine Hauptstrasse in den Schweizer Kantonen Basel-Stadt, Basel-Landschaft, Aargau, Zürich, Schwyz, Glarus, St. Gallen und Graubünden. Sie beginnt im Anschluss an die deutsche Bundesstraße 3 in Basel, führt über Zürich und als Walenseestrasse weiter nach Chur, überquert Julier- sowie Malojapass und endet an der italienischen Grenze bei Castasegna im Bergell. Hier schliesst die Strada Statale 37 del Maloja an.
Die Gesamtlänge der nicht-richtungsgetrennten Durchgangsstrasse H3 beträgt 343 Kilometer.

## Geschichte
Die Verbindung von Basel über den Zürichsee, den Walensee und die Graubündner Pässe nach Mailand war vom Frühmittelalter bis zum 18. Jahrhundert der wichtigste Alpentransitweg und wesentlich bedeutsamer als der Gotthardpass.

### Aargau
1773 genehmigte der bernische Rat den Bau einer neuen Bözbergstrasse, nachdem Österreich seine Strasse durch das Fricktal bereits 1754 ausgebaut hatte. Der piemontesische Ingenieur Antonio Maria Mirani überwachte die Bauarbeiten, die 1777 begonnen wurden. Am 10. Dezember 1779, ein Jahr nach Miranis Tod, war die Bözbergstrasse durchgehend befahrbar.

### St. Gallen
Entlang des Walensees gab es bis ins 19. Jahrhundert keine durchgehende Fahrstrasse. Die Staatsstrasse «1. Klasse», die 1834 vom Kanton St. Gallen eingerichtet wurde, endete in Walenstadt am Ufer des Walensees. Erst lange nach der 1859 eröffneten Bahnlinie Rapperswil–Sargans wurde um 1890 auch die Staatsstrasse am Südufer des Walensees ausgebaut.

### Graubünden
Der Kanton Graubünden liess 1820–1828 auch die Obere Strasse von Chur über den Julier- und den Maloja-Pass bis Castasegna an der italienischen Grenze als Commercialstrasse ausbauen. Nach einem verheerenden Hochwasser am 24. August 1834, das die 70 Kilometer lange Untere Strasse im Hinterrheintal zerstörte, lief der gesamte Alpentransit über diese Ausweichroute, die mit einem Kostenaufwand von 1.24 Millionen Franken zur fünf Meter breiten Commercialstrasse ausgebaut wurde. Nach der Eröffnung der Gotthardbahn wurden deutlich weniger Güter über die Passstrassen transportiert.
Der Abschnitt zwischen Tiefencastel und Silvaplana gehört seit 2020 dem Bund. Dort ist sie seither Teil der Nationalstrasse 29.